# Sanso Gateun Neo (Love Like Oxygen)
Sanso Gateun Neo (Love Like Oxygen) (kor. 산소 같은 너 (Love Like Oxygen)) – singel południowokoreańskiej grupy SHINee, wydany cyfrowo 25 sierpnia 2008 roku w Korei Południowej. Singel promował pierwszy album studyjny zespołu The SHINee World. Utwór został nagrany ponownie w języku japońskim i znalazł się na pierwszym japońskim albumie THE FIRST.
Jest to cover piosenki Show The World Martina Hoberga Hedegaarda – zwycięzcy pierwszej edycji duńskiego X Factora. Oryginalny utwór został napisany przez Thomasa Troelsena, Remee i Lucasa Secon. Chociaż wersja SHINee jest coverem to słowa i przeslanie piosenkisą trochę inne. Choreografia do teledysku Sanso Gateun Neo (Love Like Oxygen) została opracowana przez Rino Nakasone Razalan.

## Lista utworów
| Nr | Tytuł                                                                   | Słowa | Muzyka | Czas |
| -- | ----------------------------------------------------------------------- | ----- | ------ | ---- |
| 1. | "Love Like Oxygen" (kor. 산소 같은 너 (Love Like Oxygen)                |       |        | 3:02 |
| 2. | "Love Like Oxygen" (kor. 산소 같은 너 (Love Like Oxygen) (Instrumental) |       |        | 3:02 |